# Benjamin Abrahão Botto
Benjamin Abrahão Botto (Zahle, 1890 – Serra Talhada, 7 maggio 1938) è stato un fotografo libanese.
Noto per aver documentato il cangaço e il suo lider, Virgulino Ferreira da Silva detto Lampião. Abrahão muore assassinato durante l'Estado Novo.

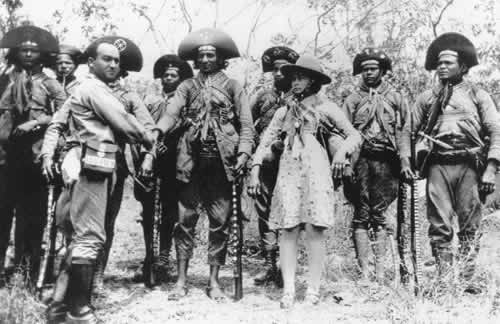
Benjamin Botto assieme alla banda di Lampião (1936).

## Biografia
Nato a Zahle, nel 1915 fugge in Brasile per evitare il servizio di leva imposto dall'Impero ottomano durante la prima guerra mondiale. Lì intraprende la carriera di commerciante di tessuti e di prodotti tipici del Nordeste, dapprima a Recife e poi a Juazeiro do Norte, attratto dall'alto numero di pellegrini.
Si unisce come segretario al padre Cícero Romão Batista, noto cangaço, nel 1926, quando viaggia a Juazeiro do Norte per ricevere il grado di capitano e combattere contro il movimento politico militare della Colonna Prestes. La lotta contro la Colonna Prestes, di fatto, non avvenne mai, ma ciò gli permise di incontrare nel 1929 il lider cangaceiro Lampião.
Dopo la morte di Padre Cícero, Abrahão chiese al "Rei do cangaço" il permesso di accompagnare la banda nella caatinga. Ebbe così l'occasione di documentare la vita della banda di cangaceiros durante la loro lotta e la loro vita di stenti.
I lavori di Abrahão furono sequestrati dalla dittatura di Getúlio Vargas, che vide nell'iconografia sul cangaço una minaccia per il regime.
Morì selvaggiamente accoltellato ed il crimine non fu mai chiarito, né chi fosse il mandante, né il movente, ma si specula che fosse una morte architettata dalla dittatura, come altre avvenute in situazioni analoghe, come per il politico Horácio de Matos. Una versione vuole che il fotografo siriano-libanese fosse stato il bersaglio di un furto ed ucciso dal ladro, anche se non possedeva nulla di valore.